# Cú vọ Papua
Cú vọ Papua (Uroglaux dimorpha) là một loài cú cỡ trung bình. Chúng có đuôi dài và cánh ngắn. Đĩa mặt của nó có màu trắng và không nổi bật. Thân trên có màu da bò, còn thân dưới màu nâu với sọc đen. Chim trống to hơn chim mái - một điều khác thường ở các loài cú.
Dù thường sống trong những khu rừng mưa đất thấp hay rừng dọc sông ở xavan, cú vọ Papua đã từng được ghi nhận ở độ cao 1.500 mét (4.900 ft) trên mực nước biển. Đây là loài đặc hữu của New Guinea.
Hiện chưa rõ hiện trạng của loài này do thiếu dữ liệu để ước tính số lượng cá thể. Đây là một loài hiếm gặp và có lẽ đang bị đe dọa do phá rừng.